# Arrienh de Vathmala
Arrienh de Vathmala (francès Arrien-en-Bethmale) és un municipi francès, situat a la regió d'Occitània, departament de l'Arieja.